# David Birney
David Edwin Birney (Washington, 23 aprile 1939 – Santa Monica, 27 aprile 2022) è stato un attore statunitense.

## Filmografia parziale

### Cinema
- Il giorno del toro (Caravan to Vaccares), regia di Geoffrey Reeve (1974)
- Tempi brutti per Scotland Yard (Trial by Combat), regia di Kevin Connor (1976)
- Au revoir à lundi, regia di Maurice Dugowson (1978)
- Tracy e il signore del piano di sopra (Oh, God! Book II), regia di Gilbert Cates (1980)
- Bella da morire (Tomorrow's a Killer), regia di George Kaczender (1987)
- Nightfall, regia di Paul Mayersberg (1988)
- Pezzi duri... e mosci (The Naked Truth), regia di Nico Mastorakis (1992)
- The Comedy of Errors, regia di Wendell Sweda (2000)

### Televisione
- Saint Joan, regia di George Schaefer – film TV (1967)
- Bridget Loves Bernie – serie TV (1972-1973)
- Un atto d'amore (Murder of Mercy), regia di Harvey Hart – film TV (1974)
- Cannon – serie TV, 2 episodi (1972-1975)
- Medical Center – serie TV, 2 episodi (1975-1976)
- The Adams Chronicles – miniserie TV, 5 puntate (1976)
- Sulle strade della California (Police Story) – serie TV, 2 episodi (1974-1976)
- Serpico – serie TV, 16 episodi (1976-1977)
- Testimony of Two Men – serie TV (1977)
- Hawaii Squadra Cinque Zero (Hawaii Five-O) – serie TV, 3 episodi (1972-1978)
- Pericolo in agguato (Someone's Watching Me!), regia di John Carpenter – film TV (1978)
- La quinta personalità – film TV (1981)
- Love Boat (The Love Boat) – serie TV, 4 episodi (1978-1982)
- A cuore aperto (St. Elsewhere) – serie TV, 22 episodi (1982-1983)
- La padrona del gioco – serie TV (1984)
- Glitter – serie TV (1984-1985)
- Ai confini della realtà (The Twilight Zone) – serie TV, episodio 1x41 (1986)
- Seal Morning – serie TV (1986)
- The Long Journey Home – film TV (1987)
- La vita dietro l'angolo – film TV (1989)
- La notte dei generali – film TV (1990)
- Una vita strappata – film TV (1990)
- I segreti di Suzanne – film TV (1991)
- Chi tocca muore – film TV (1992)
- Secrets – soap opera, 2 puntate (1992)
- La signora in giallo (Murder, She Wrote) – serie TV, 4 episodi (1989-1993)
- Live Shot (1995)